# بلوار شهید چمران (شیراز)
بلوار شهید چمران یکی از مهم‌ترین و پرترددترین بلوارهای شهر شیراز است که در شمال‌غرب شهر واقع شده. این بلوار همانند کمربندی، پل معالی‌آباد را به تقاطع غیرهمسطح دانشجو (فلکه علم) در شمال شهر متصل می‌کند. در امتداد این مسیر، محله‌ کهن ابیوردی، چوگیا، نیایش و محمودیه قرار دارند که هرکدام با پیشینه‌ای تاریخی یا بافتی شهری خاص، بخشی از هویت فرهنگی و اجتماعی این منطقه از شیراز را شکل داده‌اند.

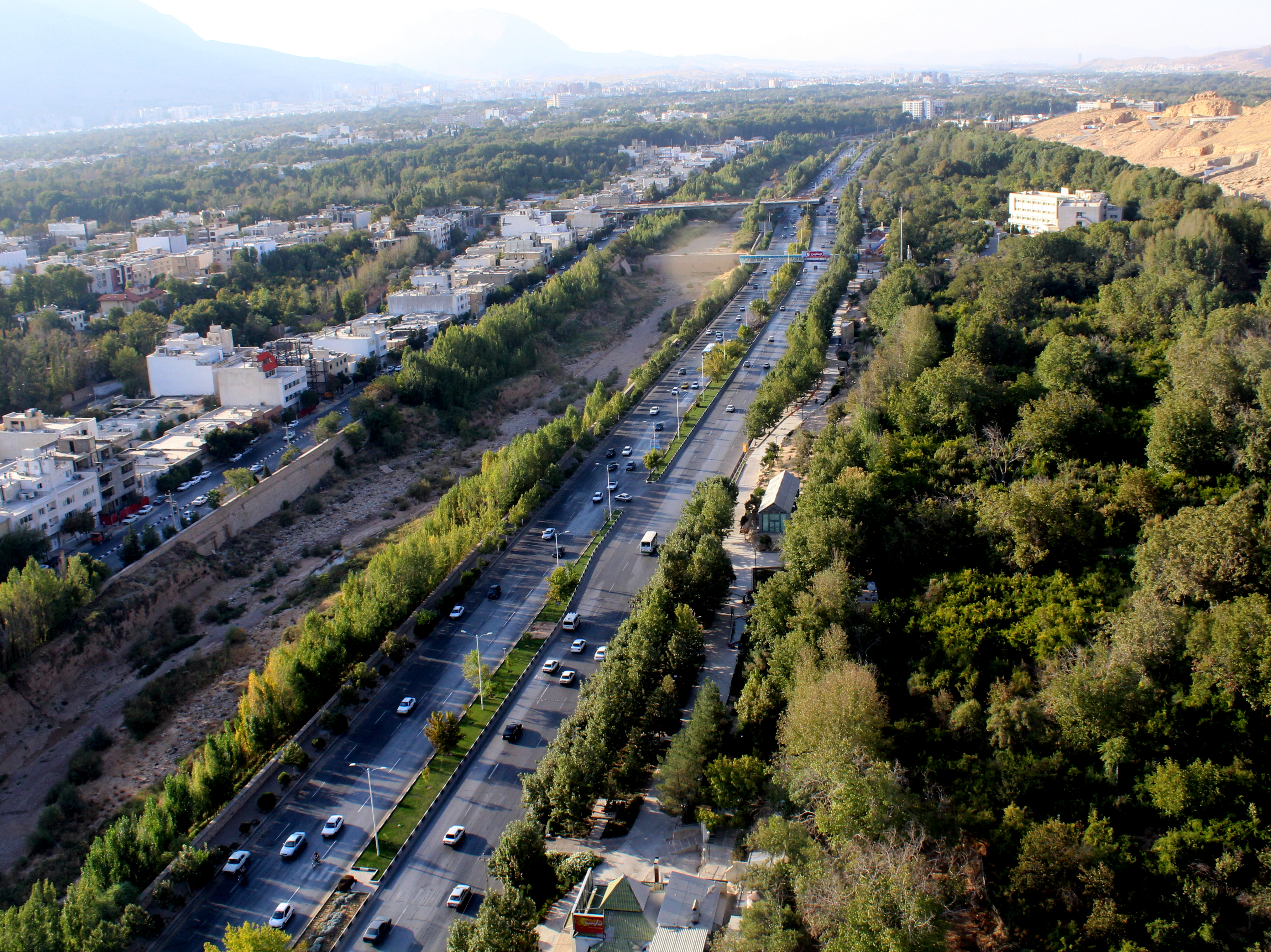

این بلوار به دلیل قرار داشتن در بین رودخانه خشک و باغات قصردشت به عنوان یکی از زیباترین بلوارهای شهر نامیده می‌شود، و همین سبب شده جز یکی از گران‌قیمت‌ترین مکان های شهر باشد، بسیاری مردم شیراز آخر هفته‌های خود را در این بلوار می‌گذرانند . بلوار چمران به عنوان یکی از دوست داشتنی‌ترین بلوارهای شهر بین مردم حساب می‌شود.

## محله‌های این بلوار
- نیایش
- محمودیه
- چوگیاه
- ابیوردی
- منصوراباد

## اماکن مهم
چمران از اماکن مهمی برخورد دار است که عبارت از:
- بام ابیوردی
- رودخانه خشک
- باغات قصردشت
- پیاده راه استاد شجریان
- پیاده راه کوهستانی قندیلی
- جزیره نهر اعظم
- دانشگاه ارم
- پیاده راه بهشت
- مرکز ترویج شهروندی طلوع ابیوردی
- مجموعه استخر و زمین چمن ابیوردی
- بوستان و رستوران بهارنارنج
- پیاده راه ۲/۵ کیلومتری سبز راه چمران
- هتل چمران شیراز
- دانشکده توانبخشی ابیوردی
- باغ رویا
- بوستان پردیسان
- سد و جزیره مصنوعی رودخانه خشک
- بزرگراه کوهسار
- ایستگاه متروی شاهد
- بوستان چوگیا
- بوستان ام آر آی
- زمین اسکیت و پینتبال
- رصد خانه، استخر و سوارکاری علوم پزشکی
- استخر سرپوشیده و زمین چمن نیایش

## مراکز درمانی
- بیمارستان دکتر چمران
- بیمارستان حافظ
- بیمارستان رجائی (تروما)
- بیمارستان خیریه امتیاز
- بیمارستان مرکزی (MRI) (خصوصی)
- بیمارستان اردیبهشت (خصوصی)
- درمانگاه امیدرضا سهامی ابیوردی
- کلینیک دندانپزشکی میلاد

## مسیر
| از شمال به جنوب             | از شمال به جنوب                                                                   | از شمال به جنوب |
| --------------------------- | --------------------------------------------------------------------------------- | --------------- |
| ایستگاه متروی میرزای شیرازی |                                                                                   |                 |
| پل معالی‌آباد                | بلوار دکتر شریعتی بلوار میرزای شیرازی خیابان میرزا کوچک‌خان جنگلی خیابان شهید کبار |                 |
|                             | خیابان محمودیه                                                                    |                 |
|                             | بلوار شاهد                                                                        |                 |
|                             | بلوار نیایش                                                                       |                 |
| پل شهدای محمودیه            | بزرگراه شهید سلیمانی بلوار وکلا                                                   |                 |
|                             | کنارگذر شهید چمران                                                                |                 |
| پل شهیدان شیخی              | بلوار شهید مطهری خیابان شهید مختاری                                               |                 |
|                             | کنارگذر شهیدان ده‌بزرگی                                                            |                 |
|                             | خیابان شیخ علی ابیوردی                                                            |                 |
|                             | کنارگذر نمازی                                                                     |                 |
| میدان دانشجو (فلکه علم)     | بلوار دانشجو خیابان ساحلی غربی                                                    |                 |
| از جنوب به شمال             |                                                                                   |                 |